# Пустинна бодлива игуана
Пустинните бодливи игуани (Sceloporus magister) са вид дребни влечуги от семейство Phrynosomatidae.
Разпространени са в пустините на северно Мексико и югозападните Съединени американски щати. Достигат на дължина до около 14 сантиметра. Хранят се главно с насекоми – мравки, бръмбари и гъсеници, – както и с паяци, стоножки и дребни гущери.